# Acacia retivenea
Acacia retivenea är en ärtväxtart som beskrevs av Ferdinand von Mueller. Acacia retivenea ingår i släktet akacior, och familjen ärtväxter.

## Underarter
Arten delas in i följande underarter:
- A. r. clandestina
- A. r. retivenea